# ジュエルペット マジカルチェンジ
『ジュエルペット マジカルチェンジ』（Jewelpet MagicalChange）は、日本のテレビアニメ。サンリオとセガトイズによるキャラクター「ジュエルペット」アニメシリーズの第7期として、2015年4月4日から12月26日までテレビ東京系列にて放送された。

## 概要
通算7作目となる本シリーズでは、シリーズ開始以来初めてとなるジュエルペットの擬人化設定が登場する。また、制作体制の面でも大きな変更があり、前6シリーズのアニメーション制作を担当したスタジオコメット（前作『レディ ジュエルペット』はZEXCSと共同制作）に代わり、スタジオディーンがアニメ制作を担当することとなった。さらに同様に前6シリーズを企画・製作してきたウィーヴが外れると共にテレビシリーズでは初めて製作委員会の存在がクレジットに明記されるようになり、テレビ東京のグループ企業であるAT-Xや第1作の製作局だったテレビ大阪、出資をメインとする制作協力でセガサミーグループのトムス・エンタテインメントが名を連ねている。
前作『レディ』は比較的シリアスな作風であったが、本作では再びマニアックなパロディやハイテンションなギャグを主体としており、タイトルロゴも『レディ』で使用されたスマートな形状のものとは異なり、第1 - 5作目で使用されていたタイプのロゴが復活している。
本作では、前作まで登場したガーネットやサフィーがメインキャラクターから外され、ラリマーやルナが新しく起用された。
アニメの内容は、A〜Cパートの3部構成。A、Bパートが本編で、第3作『ジュエルペット サンシャイン』以来となる2話構成となっている（一部例外あり）。Cパートは、ジュエルウォッチの内蔵アプリとの連動アニメ「ただいま逃亡中」である。また、エンディング後にはルビーたちジュエルペット4名による占いコーナーが実施されている。
第21話「ルビーとルビー」では、ルビーが多次元のルビーとジュエルパッドで通話している際に、前6シリーズの主要人物が一瞬ずつ登場する、第32話「ジュエルペットだョ!全員集合」ではルビーはガーネット、サフィーとずっと一緒だったことが語られるなど、本作ではこれまでのシリーズを総括するエピソードが存在した。
過去6シリーズが1年間の放送であったのに対し、本作は3クール全39回70エピソード（「ただいま逃亡中」除く）でシリーズ中最短となる。また、本編終了後の2016年1月にはシリーズ初の傑作編「ジュエルペット マジカルチェンジ ドリームセレクション」が1月9日から1月23日まで放送された。
本作放映中にジュエルペットシリーズに続く企画として『リルリルフェアリル』が発表され、そのテレビアニメ版が本作の後番組として放送されている。そのため、本作がテレビシリーズとしては最終作となり、約7年の歴史に幕を閉じることになった。Twitterの公式アカウントでは「一度お休み」と告知されていたが、2016年2月19日からは短編のWebアニメ『ジュエルペット あたっくちゃんす!?』がYouTubeの「セガトイズガールズチャンネル」で配信されている。

## あらすじ
ある日、ジュエルランドにあったジュエル城が空から街に落ちて来た。人々はジュエル城に入ろうとしたがどうしても入口を見つけられず、月日は流れて行く。ジュエル城がすっかり街の風景と一体化していた中、ジュエル城が墜落する原因となった人間の「魔法を信じる心」を取り戻させるため魔法の修業を命じられたジュエルペットたちが、雲母あいりが住む街に次々と現れる。
人間界ではジュエルペットたちは魔法が使いこなせずにいたが、ジュエルペットが困難な状況に至った時、あいりが身に着けていたペンダント（後に名称が「マジカルストーン」と判明）が輝き、ジュエルペットは人間の姿に変身、強力な魔法で物事を解決できるようになる。
これにより、あいりはジュエルペットたちと珍妙な日常を送ることになるが、どうやらこのマジカルチェンジがジュエル城、ひいてはジュエルランドを救う鍵であるようで…。

## 登場人物
本作では第1作以来、人間界を主な舞台としている。ジュエルペットと人物側とのパートナー関係はルーアとローラなどの一部を除き存在しない。キャストクレジットはジュエルペット側がメインとなっている。

### ジュエルペット
本作では、ペットたちは人間界に落ちたジュエル城を元に戻すために、人間界に魔法の力を高めるための修行に来ている。ジュエル城が落下した事件の影響に加えて、劇中でレギュラーとして登場しているジュエルペット以外にも相当数のペットたちが落下事件前後から人間界で活動しているため、一般人にもジュエルペットの存在は認知されている。
人間態変身時の魔法行使時に背景に浮かぶシンボルエフェクトは各ペットたちの「ジュエルパワー」を象徴するジュエルチャームでありペット時に体につけているものと同じである。

#### 主要ジュエルペット
本作のメインとなるジュエルペット。ルビー、ラブラ、ラリマー、ルナは4匹で雲母家に居候しているが、福王寺家に居候しているルーアのみ別行動であることが多い。
いずれもジュエルランド時代には、ジュエルペット人気ランキングTOP10にランクインしていた。
ルビー
声 - 齋藤彩夏
過去シリーズに引き続き主人公。一人称は基本「ルビー」だが、稀に「私」と言うこともある。
明るくて元気いっぱいのお調子者。他人に騙されやすく、それを全く考慮しないタイプ。
人間界に来た後に幼少期のあいりと出会い、その後7年もの間ある工場のウサギの人形の保管場所に紛れて眠り続けていたため、行方不明扱いになっていたところを、探しに来たあいりたちに発見された。
魔法の腕はお世辞にも高いとはいえず、ことあるごとに失敗を繰り返している。幼少期のあいりと出会った際、彼女に眠くなる魔法をかけて眠らせるが、実は魔法で出した睡眠学習セットのラジカセが頭に直撃し、気絶させただけであった。
マイペースな性格ゆえに、ジュエルランドにいた頃はよく幼馴染であるルーアを振り回していた。そのため、彼女からはライバル視されているが、ルビー自身はルーアのことを友人と考えている。ルビーはどちらかと言えばグラナイトの方をライバルだと認めている。
ルーアとローラの企みには全く気付かず、それどころか彼女たちのペンダントを狙った行動の動機を善意によるものと勘違いしている。
「肖像画が泣く」と聞いて面白がったり、無数の手が目の前に現れても笑ってすませるなど、おばけや心霊現象は平気。この時の心霊現象がルーアたちの仕業だと見抜く鋭さがあるが、楽観的な性格故にその真意までは見抜けない。
過去作では大好物であったニンジンが本作に限り苦手な食べ物となっている。
ジュエル城にある予言の石板には、ルビーと思われるウサギ型のペットが描かれている。
人間態の時は、赤毛にペット時の耳を模したリボンを着けた、あいりと同年齢程度の少女の姿になる。この状態で魔法を発動させるときは、サクランボのエフェクトが浮かぶ。
第39話（最終話）ではジュエルランドの復興のため、あいりたちに別れを告げ他のジュエルペットたちと共にジュエルランドへと帰っていった。それから何年か経った後、久々に人間界を訪れて大人になったあいりと再会を果たす。
ラブラ
声 - 沢城みゆき
前作ではメインキャラクターから外れたが、本作で復帰。見た目は可愛いが、イタズラ好きで腹黒いところもある。性格は子供っぽく、思い通りにならないとすぐに癇癪を起して泣く。魔法を失敗させる回数はルビーに比べて少なく、4匹の中では比較的腕が良い。
行方不明となっていたルビーを探しにラリマー、ルナと共に人間界を訪れたところ、ゲートが雲母家のクローゼットに繋がっていたため、あいりと出会った。
行きのゲートが一方通行だったため帰れなくなり、ルビーと共に帰りのゲートが見つかるまで彼女の家に居候することになった。
人間態の時はペット時の耳を模した髪型をした幼い少女の姿になる。髪の色は薄いピンク色で、瞳の色は薄い青色に変わる。この時、首飾りに似たデザインのリュックサックが背中に現れる。この状態で魔法を発動させるときは、首飾りと同じ形のエフェクトが浮かぶ。
「ただいま逃亡中」では黒服にサングラスの姿でルビーを追い掛け回す（ラブラと接触したペットは、同じく黒服にサングラスの姿になる）。このパートでは「生ぬるい」が口癖である。
ラリマー
声 - 高垣彩陽
前作で初登場し、本作でメインキャラクターとなったジュエルペット。前作とは異なり、ルビーたちとは敬語を用いらずにタメ口で接している。冷静な性格で、適確なツッコミをするペットたちのまとめ役。
4匹のなかではリーダー格で、「しっかりもののお姉さん」として「すっとこどっこい」で何かと間の抜けたルビーたちをリードすることが多いが、魔法の腕はルビーと大差なく、本人もルビーと同レベルのドジを踏むこともある。
実はアイドルになってスポットライトを浴びることを望んでおり、本編ではデビューに向けて特訓を続けることになる。
ほかのペットたちよりも尻尾が大きいことがコンプレックスで、魔法で小さくしようと試みたこともあった。
人間態の時は青髪でふんわりとした雰囲気のアイドルをイメージしたような姿になる。この状態で魔法を発動させるときは、雪の結晶の形をしたエフェクトが浮かぶ。
ルビーたちに良いアイドルになるための特訓を受けた結果、マッチョな肉体になってしまったが、その後マジカルチェンジしたら普通の体型に戻った。歌唱力に関しては本人曰く「精一杯がんばる」と答えており、明確な描写はない。
第37話で正式にCDデビューすることになり、記念コンサートを成功させた。デビューの際、第29話でデートした蒼弥に告白したが、失恋に終わる。
最終話にてアイドル活動に専念するため、ジュエリーナ女王を辞退したが、結局ルビーたちと共にジュエルランド復興のため帰還し、アイドルを引退（あるいは休業）せざるを得なかった。別れ際に蒼弥に会いに行っている。
ルナ
声 - misono
第1作から登場していたが初めてメインキャラクターとなった。口癖は語尾に「〜だナ」。本作では赤いメガネを着用している。勉強が得意な研究者タイプだが、ツッコミで真面目ボケなところもある。
読書家で、よく本を携帯している。また、同じく研究者タイプの朔太郎には当初から親近感を抱いており、だんだん恋心も芽生えていったが、朔太郎は特に気づいていない。理知的な様子とは裏腹に、彼女も人間界では魔法の腕はルビーと同程度である。
人間態のときは、ピンク色の長髪に水玉模様のある青いリボンを着けた少女になる。また、ペットの時と同じメガネをかけている。この状態で魔法を発動させるときは、三日月のエフェクトが浮かぶ。
一度不良に絡まれたローラを助ける際に極道風の姿変身したことがあり、和装で関西弁を喋り、威圧的な性格に変わっていた。
人間界で勉強することを夢見ていたが、最終的にルビーたちと共にジュエルランド復興のため帰還する。その際に朔太郎に告白とも取れる行動を取った。
ルーア
声 - 井口裕香
前作に引き続いてメインキャラクターを務めるジュエルペット。魔法に自信があり、はっきり本音を言うタイプ。前作同様ルビーのライバルキャラクターにあたり、ルビーへの強い対抗心が強調されている。ルビーとは幼馴染と語られている。
ルビーとの登山勝負の際にルビーに何かしらの理由で放置され、迷った末にフランスで行き倒れていたところでローラと出会い、彼女のもとに身を寄せている（それゆえ、ルーアも7年前から行方不明とされていた）。
ペットたちのなかでは魔法の成績は一番だったと自負しているが（少なくとも人間界では）魔法の腕はルビーと五十歩百歩である。あいりのマジカルストーンの力を目の当たりにして、その力を手に入れようとあらゆる手段を用いて画策するが、自身の魔法が暴走して失敗するばかりである。
パートナーであるローラのことは、一途に朔太郎を求め続ける姿勢をマジカルストーンの力を得ることを望む自分と重ねて共感を抱いており、ローラの行動には協力的。しかし、彼女が朔太郎関係で度々暴走状態になる点には半ば呆れかえっている。それでもローラが危険な目に遭った時には必死に彼女を助けようとするなど、彼女を大切な友達として思っている。
ジュエル城にある予言の石板には、ルーアと思われるウサギ型のペットが描かれている。
長いことマジカルチェンジする機会に恵まれなかったが、第23話で遂にマジカルチェンジを果たした。
人間態のときは、紫色の長髪の少女になり、頭の後ろにはペットの時に左耳につけている蝶の飾りを大きくしたような形の髪飾りをつけている。瞳の色は鮮やかな藍色になっている。この状態で魔法を発動させるときは、蝶のエフェクトが浮かぶ。
人間界での生活を望んでいたルビーたちに比べ、純粋にジュエルランドを救いたいという意思が強かったため、最終話にてルビーたちがジュエリーナ女王になることを放棄した際は、自身が初代ジュエリーナ女王になることを受け入れ、ジュエル城を救うことになった。

#### マジカルチェンジを経験したジュエルペット
38話ではセリフ無しでマジカルチェンジを経験したジュエルペット全員が登場しているが、ジュエリーナ候補には選ばれていない。
ガーネット
声 - 平野綾
第7話より登場。「オシャレ番長」の異名を持つジュエルペット。
ねねの「オシャレになりたい」という願いを叶えるため、アドバイザーとしてジュエルランドからラリマーに召喚された。ジュエルランドに帰れなくなったため、その後サフィーの家に居候している。
自己評価が低かったねねを「みんなと同じオシャレをする必要なんてない。自分に合ったオシャレがきっとあるはず。」と励ました。
人間態の時は、ピンク色のウェーブヘアーをしたギャル風な少女の姿になる。このとき、頭に装着しているリボンのデザインも若干変化する。この状態で魔法を発動させるときは、宝石のエフェクトが浮かぶ。
ジュエルランド時代、ジュエルペット人気ランキングTOP10のジュエルペットだった。
前作まではシリーズを一貫してのメインキャラクターだったが、本作ではサブキャラクターとなっている。また、第32話ではサフィーと共にジュエルペットが集る同窓会を開く準備をしており、作中ではルビーやサフィーとはいつも一緒だったというメタフィクション的な過去が語られる。
カラオケが好きであり、第24話ではファッションショーに飛び入りラリマーとコラボするなど、歌唱力の高さはこれまでのシリーズ通りのようである。
サンゴ
声 - 清水愛
第8話より登場。ルーア曰く「スイーツの専門家」であるが、実は食べるほうの専門家であった。語尾は「〜にゃん」。
甘いものに関しては胃袋は底なしと称され、3日でスイーツランドを壊滅させたらしい。ローラからの援助を受けて、ジュエルモールで「3×5=15」という名前の菓子店を持つに至った。第20話で人間に変身することができた。
人間態の時は、クリーム色の髪を持つ少女の姿になる。この状態で魔法を発動させるときは、苺のエフェクトが浮かぶ。
ジュエルランド時代、ジュエルペット人気ランキングTOP10のジュエルペットだった。
「ただいま逃亡中」ではレスラーの姿で、ラブラに立ち向かった。
キング
声 - 木内秀信
第9話に登場。語尾は「〜ダス」。ジュエルランド時代、ジュエルペット人気ランキングTOP10で毎回最下位のジュエルペットだった。
ジュエルペットの身分を捨て、女子大生のスミレの家に「モモヒメ」という名の普通の犬として暮していた。32話にて彼女が病気で寝込んでいる際に看病しているなど、ジュエルペットとしても一応過ごしていることが判明している。
尻が弱いらしく、ルビーに体温計を肛門に挿されたり、人間界の普通の犬たちに尻を嗅がれて刺激されると放屁した。
人間態の時は、ピンク色の角刈りをしている、高い声に似あわない厳つい外見の中年男性の姿になる。本人は美少女かイケメンを想像していた。この状態で魔法を発動させるときは、クローバーのエフェクトが浮かぶ。
エンジェラ
声 - 豊崎愛生
第10話に登場。語尾は「〜パカ」。「国家なでなで師一級」の資格の持ち主。
第3作以降のシリーズ同様、本作でもラブラと仲が良い。
なぜか彼女だけペンダントの力を浴びても人間態にならず、代わりにバイク形態に変身し、ラブラが人間態でも乗ることが可能。3期エンディングでもこの姿で登場している。
「ただいま逃亡中」ではラブラの相棒としてルビーを追跡するが、ルビーに助けられたことで改心し、ラブラを裏切ってしまう。
ペリドット
声 - 甲斐田ゆき
第15話に登場。語尾は「デース」、「マース」。
2作目や4作目のように耳をばたつかせて浮遊することができる。
人間界の寿司屋『でんでん寿司』で修行しているが、注文を取り忘れとり、つまみ食いする癖があるためよく叱られている。つまみ食いを嘘で誤魔化してしまうことも。寿司屋の大将を「ボス」と呼び、大将からは「ペリ公」と呼ばれている。
人間態は黄緑の髪で黄色の毛が混ざったポニーテールをした少女の姿になり、右側にはペットの時と同様の蝶の髪飾りが付いている。この状態で魔法を発動させるときは、蝶のエフェクトが浮かぶ。
第9話のキングの回想ではルビーたち同様、ジュエルペット人気ランキングTOP10に含まれている人気のジュエルペット。
過去シリーズ（2作目を除く）と同様に英語交じりな喋り方であるが、実は英語が喋れない。
サフィー
声 - ささきのぞみ
第16話に登場。ジュエルペットの中でも特に賢い。
人間界を訪れた際にゲートの行先が無人島であったため、ジュエルランドに戻ることも島から脱出することも叶わず、長らく孤独な生活を送っていた。
寂しさから精神を病み、島の植物（スイカ）を生命体に改造するなどして気を紛らわせていたが、偶然島にルビーたちが漂着したことで孤独な生活から解放され、その後は研究所を兼ねた自宅を作っている。
人間態は水色の髪をペット体耳に似たツーサイドアップをした少女の姿を取る。この状態で魔法を発動させるときは、音符のエフェクトが浮かぶ。
第9話のキングの回想ではルビーたち同様、ジュエルペット人気ランキングTOP10に含まれている人気のジュエルペット。
前作まではシリーズを一貫してのメインキャラクターだったが、本作ではサブキャラクターとなっている。また、第32話ではガーネットと共にジュエルペットが集る同窓会を開く準備をしており、作中ではルビーやガーネットとはいつも一緒だったというメタフィクション的な過去が語られる。
グラナイト
声 - 田丸篤志
第25話に登場。ジュエル城を戻すための旅に出ている。優等生。ルビーとはお互いライバルと認識している。
ジュエル城が落ちた時、1番に修行へ出かけた。
人間界でルビーたちに出会った時はヤナイケメンソウの毒により人格が変わり、異様にキザでテンションの高い性格になっていた。
麺食い競争の決勝戦をルビーと争ったことがあり、両者ピッタリ同じ量で食べ終わったが、食べ方が綺麗だったグラナイトが1位となった。
人間態の時は銀髪の学生の姿をした少年になる（『サンシャイン』でグラナイトの姿になった白石御影の容姿とは異なる）。瞳の色は青色に変わっている。3期エンディングでは男性ジュエルペットで唯一登場している。

#### その他のジュエルペット
オパール
声 - 沢城みゆき
第13話に登場。ジュエルペットたちの統率者。語尾は「〜ったら」。
無人となったジュエル城に滞在し、その管理を担っている。怒ると怖いらしく、ペットたちからは「オパール様」と呼ばれ恐れられている。
マジカルストーンの秘密について知っているようなそぶりを見せている。
第23話ではペットたちに魔法のテストを課しており、アレクが朔太郎から教わった不正とも取れる行為で100点を与えるなど、甘い部分がある。
第38話にて密かにマジカルストーンを強奪して不甲斐無いルビーたちに変わって自らジュエリーナ女王になろうと画策するが、マジカルチェンジが起きなかったことから潔く身を引いた。
チターナ
声 - 江里夏
第12話に登場。語尾は「〜でちゅ」。
かつてとき子を笑顔にするために活躍し、彼女が笑顔を取り戻してからは再会を約束しジュエルウォッチを託す。その後、60年前から行方不明になっており、ルビーたちの魔法により年老いたとき子が持っていたジュエルウォッチを通じて過去の世界で再会を果たし、彼女に着いていくが過去の人物を現代に連れてきたことによるタイムスリップの影響で年老いてしまう。その後ルビーたちの必死の魔法でどうにか若返った。
ローサ
第9話のキングの回想に登場。ルビーたち同様、ジュエルペット人気ランキングTOP10に含まれている人気のジュエルペット。ランクインしたジュエルペットで唯一セリフ付きでの出演は無かった。
カイト
声 - 沢城みゆき
第19話のルビーとルーアのイメージに登場。
別次元のルビー
声 - 齋藤彩夏
第21話後半に登場した本来の次元（マジカルチェンジ世界）のルビーと異なるルビー。無印から本作（マジカルチェンジ）までの他の世界のルビーと会話している。きらら探偵事務所とよく似た家に住んでいたが、持ち家かそこの世界の人間の家に居候しているのかは不明のまま。
アレク
声 - 五十嵐裕美
第23話に登場。朔太郎の実験により、彼の部屋と自分の家が繋がったことで彼と知り合い友達になり、科学の素晴らしさを知る。オパールの出題をした魔法のテストで朔太郎が教えたやり方でやり過ごして100点を取り、そのことをコールに嫉妬され家を乗っ取られてしまうが、同じくジュエルランドに迷い込んだローラを救うべくマジカルチェンジしたルーアを見て朔太郎らを守るため立ち上がり、コールを追い返すことに成功する。大胆な水着姿のペットが写った写真集を持っている。
コール
声 - 上田燿司
第23話に登場。ガキ大将気質のジュエルペット。語尾は過去シリーズと同じく「〜ヤミ」。灼熱の光弾を放つ「マジカルパンチ」という技を持つ。
アレクが朔太郎から借りたたこ焼き器を奪ったり、アレクが魔法で褒められた理由が、朔太郎と関わったことを知り嫉妬から彼の家を占拠するが、ローラを救出するために現れ人間態となったルーアに翻弄され、さらに勇気を出したアレクの魔法によって撃退された。騒動終了後に、彼や置手紙越しに朔太郎に謝罪をした。
コハク
第23話にて、ジュエルランドの空き地でリルやラピスと一緒に、アレクよりたこ焼きをごちそうになる。
リル
第23話にて、ジュエルランドの空き地でコハクやラピスと一緒に、アレクよりたこ焼きをごちそうになる。
ラピス
第23話にて、ジュエルランドの空き地でコハクやリルと一緒に、アレクよりたこ焼きをごちそうになる。
カイヤ
声 - さかいかな
第26話に登場。ルビーのマジカル占いのマネージャーを務める。
※なお23話や38話に出ていたラルドは、あいりの父親が着ぐるみを着た姿であり、ラルド本人ではない。最終話のジュエルペットたちが大集合するシーンも、ラルドは登場していない。よって、ラルドはジュエルペット42匹で唯一ジュエルウォッチを身に付けたことがないジュエルペットである。

### 主要登場人物
本作では人物側のレギュラーは以下の3名のみで、シリーズ中最も少ない。
雲母 あいり（きらら あいり）
声 - 小澤亜李
人間側のヒロイン。中学2年生の女の子。14歳。私立探偵をしている父親の影響で厄介事に首を突っ込みたがるところがある。左利き。
幼いころから魔法に憧れており、ジュエルペットたちにも分け隔てなく接している。人間界で満足に魔法が使用できないペットたちを見ても、魔法を信じる心は揺らいでいない。
7年前にルビーと初対面しており、14歳になってもそのことを覚えていた。ルビーを探しに来たラブラたちと出会ったことで昔の出来事が夢ではなかったと確信し、紆余曲折の末にルビーと再会した。
両親が家を空けがちなため、料理などの家事も得意。探偵として活躍できそうな事件の臭いがすると目を輝かせるが、肝心の推理力は年相応である。
父親から貰ったペンダント（マジカルストーン）を普段から身に着けているが、そのペンダントが持つ力のことはルビーたちと出会うまで知らなかった。
友人のローラがペンダントを狙っていたり兄の朔太郎を狙っているのには気付いていない。ジュエル城へ行った時には父親からの依頼のことをすっかり忘れていたり　と一つのことに集中すると他のことまで頭が回らなくなる傾向が時折見られる。
ジュエル城にある予言の石板には、あいりと思われるマジカルストーンを持った女性が描かれているが、詳細は後述を参照。
33話ではルビーたち4人をジュエルペットさせた際にマジカルストーンの力が残留して、そこから魔法少女にマジカルチェンジを果たした。変身時の衣装はジュエルペットたちと異なり魔法を使うまで脱ぐことができない一種の拘束具である。
39話にてジュエリーナ女王となったルーアだけでなくルビーたちジュエルペット全員がジュエルランド復興のために帰還すると知った際、お互い分かり切っていた上でのお別れだった過去作と異なり、あまりに突然の別れだったため、その事実を受け入れられず魔法を信じることをやめて引きこもってしまうが、逆に魔法を信じるようになった朔太郎の説得に応じ、ようやくルビーたちを見送る決意を固めた。
最終話ではルビーたちと別れて何年か経った後の様子がエピローグで描かれており、大人になったあいりが後姿のみ登場。娘を授かっており、彼女のもとに現れたルビーと再会を果たす。
雲母 朔太郎（きらら さくたろう）
声 - 西山宏太朗
あいりの兄。高校2年生。科学部の部長をしており「科学の力は魔法に勝る」と信じている。一人称は「僕」だが「オレ」も使用することもある。
自らの持論を証明するべく、ルビーたちの魔法の結果を小馬鹿にしつつ、彼女たちの魔法を上回る性能を持つメカの開発に精魂を傾けている。反面運動は得意ではなく、泳ぐのは特に苦手。
ちくわぶが好物で、おでんの具全部がちくわぶでも良いほどである。
科学を盲信している点を除けば良識的で、ペットたちとの関係も良好である。特にルナからは科学への情熱を尊敬されている。妖怪などのオカルト的存在にも寛容で、ミヤが河童であることをあっさりと受け入れている。あいりほどではないが、探偵事務所のホームページを自作するなど、探偵業にも積極的。
なぜかペットたちの魔法の失敗に巻き込まれて、酷い目に会うことが多い。
メガネで分かりにくいが、実は美少年である。メガネをはずすとあいりたちに気付いてもらえないほどの別人として扱われる。
人間界とジュエルランドを繋ぐゲートを制作する実験でジュエルペットのアレクと知り合い友達となり彼に科学の素晴らしさを伝えたが、彼との生活を経て魔法の素晴らしさにも気付いたようである。
福王子 ローラ（ふくおうじ ローラ）
声 - 田辺留依
人間側の準ヒロイン。フランスからの帰国子女で、あいりと幼馴染みのお嬢様。
家が経営するショッピングモールのイベントをプロデュースをしたりアンテナショップの建設予定地を自ら現地視察するなど、家業にも積極的である。
「お兄様」という存在にあこがれており、朔太郎に思いを寄せている。
「ペンダントを手に入れたらその力を使った魔法で朔太郎を本物のお兄様にする」という約束のもと、ルーアに協力している。
根っからの悪人ではないのだが朔太郎のことになると見境が無くなり、あいりを陥れるために頼るふりをしながら卑怯な手を使っている。
偶然ながら、朔太郎と仲良さげにしている人間態のルナを目撃したことで、彼女の正体も知らないまま激しい嫉妬を向けていた。後に正体を知ってからは一層激しくルナを憎悪しているが、ガラの悪い大人に絡まれた際には別の姿にマジカルチェンジしたルナに助けられたこともある。
第23話でマジカルストーンが朔太郎の実験のため、あいりのもとから離れていたことでそれを身に着けて、ルビーたちがいないこともありルーアをマジカルチェンジさせた。
朔太郎を何度も自分の兄にしようとする作戦は失敗続きだったが、最終的に何かを悟ったようにルーアに無理をさせず彼女を自らの妹のように受け入れるようになった。そういう出来事もあり、あいりとは異なりルーアがジュエリーナ女王になってお別れすることになってもすぐに受け入れた。

### 主要人物関係者
雲母家父
声 - 小山力也
あいりと朔太郎の父親。職業は私立探偵で、1話の時点で仕事で海外に出かけているため長らく未登場であった。
あいり曰く「形から入る人」で、事務所を開いた頃は様々な尊敬する探偵のグッズを身に着けていたらしい。現在も虫眼鏡を使っており、ルナからは「ベタ」と称されている。
現在は電話やメールであいりたちと連絡を取っているが、「推理」と称してその場にいるかのような適切な助言をする一方で、彼が家に残した物のせいであいりたちが余計なトラブルに巻き込まれることもある。
あいりのペンダントを入手し彼女に渡した張本人でもある。また、探偵事務所にはジュエルランドに繋がるゲートとなる家具が少なくとも2つあるなど、不自然なまでにジュエルランドとの接点が多い。
ラルドの着ぐるみを着て、23話でハンバーガー屋の店員になったり、38話に登場した。
雲母家母
あいりと朔太郎の母親。夫と同様仕事で海外に出かけており、あいりたちとはジュエルポッドで連絡を取るのみの生活が続いている。
あいりたちが4匹のジュエルペットと共に生活していることをなぜか知っている。
あいりの娘
声 - 湯浅かえで
最終話のエピローグに登場。容姿は幼少期のあいりと瓜二つである。久々に人間界に戻ってきたルビーと出会う。
ジュエルペットについて、母であるあいりから沢山お話を聞かされていた。自室にマジカルストーンが飾られている。
ミッターマイヤー加藤（ミッターマイヤーかとう）
声 - 松井恵理子
ローラに仕える使用人の女性。ジュエルモールでのイベントの司会も務める。上記3名以外の人間キャラクターで唯一次回予告を担当したことがある。
ちくわぶが苦手で、見たときは泣き叫ぶほどである。
ローラの両親
第2話でシルエットのみ登場。兄が欲しいとねだる幼少期のローラに「弟や妹は何とかなるけど、お兄様は無理」と顔を赤らめながら返していた。
二人とも海外に住んでるようで、ローラとは離れて暮らしている。

### その他の登場人物
ねね
声 - 佐藤亜美菜
第7話後半より登場。あいりの友達で、顔にそばかすがありメガネを着用した少女。
スミレ
声 - 諸星すみれ
第9話に登場。人間界に落ちたキングを拾って飼い主となった女子大生。お人よしで騙されやすい性格である。第35話にも登場しており、キングと共に犬を連れた男性と一緒に散歩していた。
ミヤ
声 - 佳村はるか
第11話に登場。あいりたちと森で出会ったカッパの少女。
とき子
声 - 新井里美
第12話に登場した老女。幼いころに会ったチターナを探してもらうために、雲母探偵事務所を訪れた。
親方
声 - 稲田徹
ペリドットが働いている『でんでん寿司』の店主。福王子家はお得意様。
当日に寿司100人前を注文されても、躊躇なく引き受けてしまうほどの腕前。
スイカ怪人
声 - 怪人さんたち
無人島での孤独な生活に耐えかねたサフィーが、島の植物を改造して作られた生命体。全員「キーッ」としか喋れない。
戦闘力は低く、木の棒を武器にしたローラにすら負けるほど。倒すと本物のスイカになる。
サフィーがあいりたちの住む町に住みだした後も召し使いとして働いており、ジュエルペットの同窓会を開く際には飾り付けやご馳走の用意をしていた。
雲母家印鑑
声 - 加隈亜衣
第18話後半に登場した雲母家の印鑑。
福王子家印鑑
声 - 岩崎征実
第18話後半に登場した福王子家の印鑑。福王子のショッピングモールの印鑑たちを従えていた。
座長
声 - 後藤邑子
第22話後半に登場した若き大衆演劇祭の座長。朔太郎とは幼少時の頃から出会っており、一見女性に見えるが男性。
中性的な顔立ちで演劇座では女性役を演じているため、朔太郎は女性だと勘違いして惚れていた。
蒼弥（そうや）
声 - 平川大輔
第29話に登場しラリマーとデートをした少年。
あられ（声 - 安野希世乃）、みぞれ（声 - 古賀葵）、かすみ（声 - 田辺留依）、こゆき（声 - 井口裕香）、しずく（キャスト表記なし）といった5人の姉を持つ。
第37話でラリマーに告白されたが、「きつねには興味ないんだ」と告げ、彼女をアイドル活動に専念させるために破局に至った。
第39話にも登場し、ジュエルランドに帰るラリマーに別れを告げた。
真理夫（まりお）
声 - 遊佐浩二
第30話に登場したイタリア人と日本人のハーフの男性。
ジョージ・カガミ監督
声 - 大竹宏
第34話後半に登場したハリウッドの映画監督。寿司の出前に来たペリドットの身のこなし方に惚れ、彼女を自身の新作映画のオーディションに招待した。
秋菜（あきな）
声 - 赤﨑千夏
第35話後半に登場。ラブラとエンジェラが出会った顔にそばかすがありサングラスを頭に乗せたマイペースな少女で、バスケが得意。

### 他作品からの登場人物
キティ
第6話後半よりぬいぐるみとして登場。ローラの入れ知恵であいりを騙して学校へ誘い込んで、オバケで脅かすためにルーアの魔法で巨大化するが、思わぬ失敗で自ら暴走しローラたちを追いかけ回した。そこへ、ルビーの魔法で実現したメロディと激突し元のぬいぐるみに戻っていった。第21話後半にも別次元のルビーのジュエルポッドに電話で登場している。
メロディ
第6話後半よりぬいぐるみとして登場。ルビーがローラとルーアを助けるために魔法で実現させるが、いずれも失敗で自ら暴走し、あいり共々ルビーたちを追いかけ回すが、巨大化したキティと激突し元のぬいぐるみに戻っていった。
なお、『ジュエルペット』のアニメ作品に他作品のサンリオキャラクターが登場するのはこれが初めてである。
紅玉 りんこ
第21話後半にて、『初代』仕様のルビーと共に登場した、初代『ジュエルペット』の人間側の主人公。
桜 あかり
第21話後半にて、『てぃんくる☆』仕様のルビーと共に登場した、『ジュエルペット てぃんくる☆』の人間側の主人公。
水城 花音
第21話後半にて、『サンシャイン』仕様のルビーと共に登場した、『ジュエルペット サンシャイン』の人間側の主人公。
大宮 ぴんく
第21話後半にて、『きら☆デコッ!』仕様のルビー共に登場した、『ジュエルペット きら☆デコッ!』の人間側の主人公。
月影 ちあり
第21話後半にて、『ハッピネス』仕様のルビー共に登場した、『ジュエルペット ハッピネス』の人間側の主人公。
ももな
第21話後半にて、『レディ』仕様のルビー共に登場した、前作『レディ ジュエルペット』の人間側の主人公。

## アイテム
マジカルストーン
あいりの父が入手したアイテム。正式名称が13話で判明するまでは「ペンダント」の名称で呼ばれていた。
あいりによれば、彼女の父が海外で土産として入手したものらしい。あいりはそれをもらい日常的に身に着けている。
ジュエルペットを人間態に変身させる力があり、ジュエルランドでは特に高い効果を発揮する。理由は不明だが、ペットが人間体になっている時でも、別のペットが人間体になることも可能なようである。
人間態に変化したペットは、共通して色が変化したこのペンダントを身に着けている。
オパールによれば、伝説でジュエルランドを救うと言い伝えられているものらしい。ジュエル城には、マジカルストーンを抱いた女性とその両脇に立つ2匹のウサギ型のジュエルペットが描かれたレリーフが安置されているが詳細は不明。38話にてその女性はあいりではなく、ジュエリーナ女王に選ばれたマジカルチェンジしたジュエルペットを現していた。
あいり以外の人間でも身に着けて使用することは可能だが、用が済んだら自動であいりの元に戻ってくる。
最終話でルーアがジュエリーナ女王に就いた際に色や輝きが無くなりただの石と化したが、その後、ルビーがあいりと再会した際に再び輝きを取り戻している。
ジュエルウォッチ
ジュエルペットが魔法を使う際に使用するアイテム。
GPSやナビゲーションの機能もついている。防水機能は無い。なぜかサナギ語翻訳機能がある。
ジュエルパッド
タブレット型のアイテム。人間界では一般的に普及している機器であり、ペットとは面識のない人間も普通に所持している。

## 朔太郎の発明
マンボ○号
ルンバに蜘蛛のような手足が生えたデザインをしたお掃除ロボ。
登場するたびに型番号が更新され、見た目などが変化している。
メカペット
朔太郎が「科学の力は魔法に勝る」という持論を証明するために製作した自立稼働メカ。4話に登場。洗濯・掃除などの家事や電話応対までもこなし、さらにある程度の自己判断能力も備えているなど、非常に高性能。しかしペットたちとあいりから同時に出された異なる命令を処理しきれずに暴走。町中を走り回った挙句、河に落ちて故障した。
嘘発見器
見た目はサイレンのついたヘルメット。ルナによれば、血圧と心拍数を測る単純な仕組みのものらしい。
スペシャルアプリ
ジュエルパッド用のアプリ。考えるだけでジュエルパッドを動かすアプリとして作られたが、起動させると操作主をジュエルパッドのなかに取り込んでしまう失敗作。さらに大量の電力を消費するらしく被害者が次々パッドの電池切れの憂き目を見ることになった。一人残ったあいりもあわや電池切れになりかけたがルナにアプリの解除ジェスチャーを教えたことで事なきを得た。
自動水泳スーツ8号
通称「はっちゃん」。4本の腕があり、下部にはスクリュー取り付けられている。
泳げない朔太郎が水泳用に作ったものだが、ジュエルペットたちからは「機械に頼っている時点で負け犬」と称された。
マジカルストーンの力を発動させようとしたルーアの魔法で暴走してしまい、ルナが朔太郎を救出した後、空の彼方へ飛んでいった。
ゲート発生装置
23話に登場。人工的にジュエルランドへのゲートを作り出す装置。
イケテルウォッチ
マジカルストーンの力を頼りに発明したアイテム。本家のジュエルウオッチと違いマジカルストーン無しで変身できるが一定の時間が過ぎるとルビーたちは体が紙状に薄く動けなくなる欠陥がある。ルーアのマジカルストーンの力によってルビーたちは元に戻ることができた。GPS機能もある。35話に登場。

## 用語
マジカルチェンジ
マジカルストーンの力によりジュエルペットが人間の姿に変身すること（例外的にエンジェラだけはバイクに変身した）。
ジュエルペットが何らかの困難にあった時、マジカルストーンがその時の最も強い「思い」に反応することで発動する。同時に強力な魔法を使えるようになり、この魔法が本作における「ジュエルフラッシュ」となっている。
変身時は「マジカルチェンジ ○○フラッシュ!」（「○○」はジュエルペットの個人名）の掛け声が入る。変身後も声や口調などは通常の姿とほとんど変わらない。
本編ではバイクになったエンジェラを含め、12名のジュエルペットがマジカルチェンジしている。
ジュエル城
ジュエルランドにある城。
ジュエルランドの魔法の力が弱まったため、7年前に人間界に落ちてきた。そのため、一般人にも存在を認知されている。落下当初は騒ぎになったが、ジュエル城に入るゲートが無いため人間には干渉できず、時の経過とともに日常の光景として扱われるようになった。
ジュエル城の側から見た人間界とジュエル城の境界は、一面が闇に覆われた禍々しい様子になっている。人気が全く無いようだが、ガーネットが途中までカラオケに行っていたことから少なくともゴーストタウンというわけではない。
人間界のジュエル城は一種の立体映像になっていることから、ジュエルランド側からジュエル城の上空にメッセージを送ると人間界で目撃されるようになる。
最終話で初代ジュエリーナ女王となったルーアと彼女により再びマジカルチェンジしたルビーたちの5名のジュエルフラッシュにより魔法の力を取り戻し、ジュエルランドへと戻っていった。
ジュエリーナ
本作では後半までその存在が言及されていなかったが、オパールによると、ジュエル城を救うことができる存在だという。
しかし第38話にて、その実態は「マジカルチェンジしたジュエルペット」であることが明かされ、そのジュエリーナとなったジュエルペットが強大な魔力でジュエル城を統治することでジュエルランドを救えることが明らかになった。
本編では主要ジュエルペット5名がジュエリーナになる資格を得ており、本来は候補者同士で対決して選抜されることになっていたが、ルビーたちがジュエリーナになる資格を放棄した結果、最終的にはルーアが初代ジュエリーナとなりジュエル城を救うことになる。
マジカルチェンジを果たしたジュエルペットは他に7名存在する。
ゲート
ジュエルランドと人間界を繋ぐ通り道。上記のように人間界側で朔太郎がマジカルストーンを用いてゲートを開発した他、オパールは後に携帯ゲートを開発しており、任意で人間界に来ることが可能になっている。

## スタッフ
- 原作 - サンリオ・セガトイズ
- 監督 - 近藤信宏
- シリーズ構成 - 横谷昌宏
- キャラクターデザイン - 原田大基
- ペットデザイン - 宮川知子
- 美術監督 - 西倉力
- 色彩設計 - 桂木今里
- 撮影監督 - 川口正幸
- 編集 - 松村正宏
- 音響監督 - 山本浩司
- 音響制作 - ダックスプロダクション
- 音楽 - 百石元
- 音楽制作 - F.M.F
- プロデューサー - 吉野文、宮崎奈緒子、大野亮介
- アニメーションプロデューサー - 浦崎宣光
- アニメーション制作 - スタジオディーン
- 制作協力 - トムス・エンタテインメント
- 製作 - テレビ東京、テレビ東京メディアネット
- ジュエルペット製作委員会 - AT-X、サンリオ、スタジオディーン、セガトイズ、創通、テレビ大阪、テレビ東京メディアネット、トムス・エンタテインメント[2]

## 主題歌
オープニングテーマ
『マジカル☆チェンジ』（avex trax）
作詞 - BOUNCEBACK / 作曲・編曲 - 日比野裕史 / 歌 - マジカル☆どりーみん
第39話では挿入歌として使用。
エンディングテーマ
今作では1クールごとにエンディングが変更されている。主題歌の変更は『ジュエルペット ハッピネス』（以下、『ハッピネス』）でも行われていたが、オープニング・エンディング共に同曲だったものを終盤で別々にしただけであったため、実質今作がシリーズ初といえる。
2期エンディングまでは各話のダイジェスト映像の横でジュエルペットたちが動くものとなっており、主要ジュエルペット5名のみ（ルーアはいずれも後半から）登場していた。
3期エンディングではダイジェスト映像が無くなったが、マジカルチェンジを経験した他のジュエルペットも登場するようになった。最終話では特別仕様の背景に今作全体のダイジェスト映像という画面構成となっている。
『Tell Me! Tell Me!』（avex trax）（第1話 - 第13話）
作詞 - Kana Shirato / 作曲・編曲 - COZZi / 歌 - Dorothy Little Happy
『Baby, Love me!』（iDOL Street）（第14話 - 第26話）
作詞 - KAJI KATSURA / 作曲・編曲 - NA.ZU.NA / 歌 - GEM
『マジカル☆キス』（avex trax）（第27話 - 第39話）　※39話は合唱版
作詞 - Mio Aoyama / 作曲・編曲 - 日比野裕史 / 歌 - X21

## 各話リスト
※放送日は、テレビ東京での日程を基準とする
| 話数   | サブタイトル                                                                                                | 脚本       | 絵コンテ         | 演出            | 作画監督                                           | 放送日        | 収録DVD-BOX |
| ------ | --- | ---------- | ---------------- | --------------- | -------------------------------------------------- | ------------- | ----------- |
| 第1話  | ルビーをさがせ!魔法の石でマジカルチェンジ!                                                                  | 横谷昌宏   | 近藤信宏         | 村田尚樹        | 大西陽一、權容祥                                   | 2015年 4月4日 | DVD-BOX 1   |
| 第2話  | 夢だらけのローララブラ、おつかいするらぶぅ〜                                                                | 山口宏     | ともかず         | 吉田俊司        | 和田伸一、山村俊了                                 | 4月11日       | DVD-BOX 1   |
| 第3話  | アイドルにマジカルチェンジ!しっぽなんて大キライ!                                                            | 福田裕子   | 近藤信宏         | 中村憲由 本間修 | 飯飼一幸、川島明子 宮川友夏里、穐本ゆかり 古池敏也 | 4月18日       | DVD-BOX 1   |
| 第4話  | 魔法なんていらない!?パパってどんなひと?                                                                     | 谷村大四郎 | ともかず         | 渡辺正彦        | 權容祥、竹森由加                                   | 4月25日       | DVD-BOX 1   |
| 第5話  | メロンパンカーニバルそしてみんないなくなった                                                                | 竹内利光   | 誌村宏明         | 吉田俊司        | 藤田正幸、亀谷響子                                 | 5月2日        | DVD-BOX 1   |
| 第6話  | おやつドロボーは誰?オバケをやっつけろ!                                                                      | 山田花名   | 佐々木勅嘉       | 佐々木勅嘉      | 青野厚司、和田伸一                                 | 5月9日        | DVD-BOX 1   |
| 第7話  | 朔太郎養子化計画ガーネットが来た!                                                                           | 横谷昌宏   | 井内秀治         | 内山まな        | 小野可奈子、飯嶋友里恵 小林しおり、関根千奈美      | 5月16日       | DVD-BOX 1   |
| 第8話  | スイーツ大作戦ですわ!サンゴのスイーツ屋さん                                                                 | 山口宏     | ともかず         | 渡辺正彦        | 大西陽一、山村俊了                                 | 5月23日       | DVD-BOX 1   |
| 第9話  | ワタス普通の犬に戻るダス                                                                                    | 竹内利光   | 井内秀治         | うえだしげる    | 牧内ももこ、荒木英樹                               | 5月30日       | DVD-BOX 1   |
| 第10話 | なでなで屋さんパカ〜♪地球滅亡パカ〜♪                                                                        | 福田裕子   | 中村憲由         | 本間修          | 飯飼一幸、古瀬登 穐本ゆかり、古池敏也              | 6月6日        | DVD-BOX 1   |
| 第11話 | カッパにしやがれ                                                                                            | 谷村大四郎 | 井内秀治         | 吉田俊司        | 藤田正幸、亀谷響子                                 | 6月13日       | DVD-BOX 1   |
| 第12話 | ペットを飼いたいらぶぅ〜思い出のジュエルウォッチ                                                            | 福田裕子   | 誌村宏明         | 渡辺正彦        | 和田伸一、青野厚司                                 | 6月20日       | DVD-BOX 1   |
| 第13話 | めざせ!ジュエル城潜入!ジュエル城                                                                            | 横谷昌宏   | 近藤信宏         | 清水一伸        | 渡辺奈月                                           | 6月27日       | DVD-BOX 1   |
| 第14話 | わたし!ジュエルパッド!およげ!ジュエルペット!                                                                | 山口宏     | ともかず         | 内山まな        | 青野厚司、木下由美子 飯嶋友里恵                    | 7月4日        | DVD-BOX 1   |
| 第15話 | デカイ風呂にゃあ夢がある!こんな寿司屋はイヤデース!                                                          | 竹内利光   | 佐々木勅嘉       | 佐々木勅嘉      | 山村俊了、大西陽一                                 | 7月11日       | DVD-BOX 1   |
| 第16話 | ドクターSの島フエルペットでナンバーワン!                                                                    | 山田花名   | 斉藤哲人         | 吉田俊司        | 牧内ももこ、和田伸一 黒川あゆみ                    | 7月18日       | DVD-BOX 1   |
| 第17話 | アイドルデビューは大騒ぎ!?ジュエルカフェでスター誕生!?                                                      | 谷村大四郎 | 中村憲由         | 中村憲由        | 飯飼一幸、古瀬登 穐本ゆかり、古池敏也              | 7月25日       | DVD-BOX 2   |
| 第18話 | マジカルスタンプラリーインカン帝国の逆襲                                                                    | 竹内利光   | 近藤信宏         | 渡辺正彦        | 亀谷響子、藤田正幸                                 | 8月1日        | DVD-BOX 2   |
| 第19話 | リベンジ!ルビーVSルーアクレヨンをくれよンらぶぅ〜!                                                          | 福田裕子   | 井内秀治         | 清水一伸        | 青野厚司、大前祐美子 黒川あゆみ                    | 8月8日        | DVD-BOX 2   |
| 第20話 | 押しかけシスター!サンゴ・真夏の大逆転                                                                       | 山口宏     | ワタナベシンイチ | 吉田俊司        | 和田伸一、青野厚司 大西陽一                        | 8月15日       | DVD-BOX 2   |
| 第21話 | 声を聞かせてルビーとルビー                                                                                  | 山口宏     | 誌村宏明         | 南川達馬        | 木下由美子、飯嶋友里恵 関根千奈未                  | 8月22日       | DVD-BOX 2   |
| 第22話 | マジカルペラッペラでバイリンガル!?朔太郎、夏祭りの恋!?                                                      | 谷村大四郎 | ワタナベシンイチ | 山地光人        | 大西陽一、山村俊了                                 | 8月29日       | DVD-BOX 2   |
| 第23話 | 人間界から来た居候                                                                                          | 横谷昌宏   | 近藤信宏         | 渡辺正彦        | 青野厚司、松井誠 小林史緒里                        | 9月5日        | DVD-BOX 2   |
| 第24話 | 芽がでないらぶぅ〜スケルペットでファッションショー                                                          | 福田裕子   | 中村憲由         | 中村憲由        | 飯飼一幸、古瀬登 穐本ゆかり、古池敏也              | 9月12日       | DVD-BOX 2   |
| 第25話 | ルビーのライバル!?グラナイト                                                                                | 金春智子   | ワタナベシンイチ | 吉田俊司        | 黒川あゆみ、亀谷響子                               | 9月19日       | DVD-BOX 2   |
| 第26話 | ジュエル弁当マジカルチェンジ暴け!マジカル占いのヒミツ!朔太郎のマジカルおとぎ話                              | 竹内利光   | 井内秀治         | 清水一伸        | 和田伸一、藤田正幸                                 | 9月26日       | DVD-BOX 2   |
| 第27話 | それは乙女の戦いだったそれも乙女の戦いだった                                                                | 山田花名   | ワタナベシンイチ | 渡辺正彦        | 大西陽一、青野厚司                                 | 10月3日       | DVD-BOX 2   |
| 第28話 | ジュエルランドビリのペットが 10分で魔法レベルを40上げて ジュエル城を元に戻した話ジュエル城、地獄の魔法合宿! | 横谷昌宏   | 近藤信宏         | 浅見松雄        | 飯嶋友里恵、関根千奈未 平田賢一                    | 10月10日      | DVD-BOX 2   |
| 第29話 | 恋するアイドル                                                                                              | 福田裕子   | 井内秀治         | 今中菜々        | 山村俊了、大前祐美子 黒川あゆみ、大西陽一          | 10月17日      | DVD-BOX 3   |
| 第30話 | わたしの、お兄さま…ルビーVSルーア 地中海風大決戦                                                            | 山口宏     | ワタナベシンイチ | 秦義人          | 本田辰雄、松本勝次                                 | 10月24日      | DVD-BOX 3   |
| 第31話 | ジュエルランドの秘宝を追え!襲来!カボチャ人間                                                                | 谷村大四郎 | 中村憲由         | 中村憲由        | 飯飼一幸、古瀬登 穐本ゆかり、古池敏也              | 10月31日      | DVD-BOX 3   |
| 第32話 | ジュエルペットだョ!全員集合メガネはルナの一部です                                                           | 竹内利光   | 誌村宏明         | 清水一伸        | 黒川あゆみ、亀谷響子                               | 11月7日       | DVD-BOX 3   |
| 第33話 | 魔法少女になっちゃった!?                                                                                    | 金春智子   | 誌村宏明         | 吉田俊司        | 青野厚司、和田伸一                                 | 11月14日      | DVD-BOX 3   |
| 第34話 | オルヴォワール、ローラハロー、夢のハリウッドでーす!                                                         | 山口宏     | 中島太貫         | 渡辺正彦        | 上野卓志、藤田正幸                                 | 11月21日      | DVD-BOX 3   |
| 第35話 | イケテルウォッチでマジカルチェンジ?将来の夢がほしいらぶぅ〜                                                 | 山田花名   | ワタナベシンイチ | 浅見松雄        | 飯嶋友里恵、関根千奈未 平田賢一                    | 11月28日      | DVD-BOX 3   |
| 第36話 | あいりなんて大嫌い!?朔太郎、結婚する!?                                                                      | 谷村大四郎 | ワタナベシンイチ | 今中菜々        | 青野厚司、大西陽一                                 | 12月5日       | DVD-BOX 3   |
| 第37話 | 恋のジュエルフラッシュ                                                                                      | 福田裕子   | 中村憲由         | 中村憲由        | 飯飼一幸、古瀬登 穐本ゆかり、古池敏也              | 12月12日      | DVD-BOX 3   |
| 第38話 | さよならの予感                                                                                              | 横谷昌宏   | 近藤信宏         | 秦義人          | 本田辰雄、原由美子                                 | 12月19日      | DVD-BOX 3   |
| 第39話 | また会う日まで                                                                                              | 横谷昌宏   | 近藤信宏         | 吉田俊司        | 黒川あゆみ                                         | 12月26日      | DVD-BOX 3   |

## 放送局

### 日本国内での放送
| 放送対象地域   | 放送局             | 放送期間                      | 放送日時           | 系列           | 備考                         |
| -------------- | ------------------ | ----------------------------- | ------------------ | -------------- | ---------------------------- |
| 大阪府         | テレビ大阪         | 2015年4月4日 - 12月26日       | 土曜 7:00 - 7:30   | テレビ東京系列 | 製作委員会参加 2時間30分先行 |
| 関東広域圏     | テレビ東京         | 2015年4月4日 - 12月26日       | 土曜 9:30 - 10:00  | テレビ東京系列 | 製作局                       |
| 北海道         | テレビ北海道       | 2015年4月5日 - 12月27日       | 日曜 7:00 - 7:30   | テレビ東京系列 |                              |
| 愛知県         | テレビ愛知         | 2015年4月5日 - 12月27日       | 日曜 7:00 - 7:30   | テレビ東京系列 |                              |
| 岡山県・香川県 | テレビせとうち     | 2015年4月5日 - 12月27日       | 日曜 7:00 - 7:30   | テレビ東京系列 |                              |
| 福岡県         | TVQ九州放送        | 2015年4月5日 - 12月27日       | 日曜 7:00 - 7:30   | テレビ東京系列 |                              |
| 滋賀県         | びわ湖放送         | 2015年5月24日 - 2016年2月14日 | 日曜 5:55 - 6:25   | 独立局         |                              |
| 和歌山県       | テレビ和歌山       | 2015年7月15日 - 2016年4月6日  | 水曜 7:30 - 8:00   | 独立局         |                              |
| 日本全域       | キッズステーション | 2015年7月19日 - 2016年4月24日 | 日曜 11:30 - 12:00 | CS放送         | リピート放送あり             |

### 日本国外での放送
時間帯は全て現地時間。
香港
2019年2月20日から2019年7月9日無綫電視翡翠台にて、『寶石寵物VII』のタイトルで毎週火曜、水曜の17時20分-17時50分に放送。広東語 & 日本語二ヶ国語放送、繁体字字幕あり。

## DVD-BOX
発売元：メディアネットピクチャーズ、販売元：JVC ケンウッド・ビクターエンタテインメントから全3巻発売。第1巻のみ4枚組で、第2巻、第3巻は3枚組。
- 前作レディ ジュエルペット同様、放映時と異なるフォーマットで収録しているため特定話数を除きオープニング、エンディングはカットされて収録されているが各話のスタッフロールはメニューモードから簡易で観ることが可能。

| 巻数 | 発売日         | 収録話          | 規格品番 | 備考                                                                          |
| ---- | -------------- | --------------- | -------- | ----------------------------------------------------------------------------- |
| 1    | 2015年10月23日 | 第1話 - 第16話  | MNPS-99  | Disc 1のみ第1話と第2話にオーディオコメンタリー、ノンテロップOP、ED収録        |
| 2    | 2015年12月23日 | 第17話 - 第28話 | MNPS-100 | Disc 5のみ第17話と第18話にオーディオコメンタリー、ノンテロップ2クール用ED収録 |
| 3    | 2016年3月25日  | 第29話 - 第39話 | MNPS-101 | Disc 8のみ第29話と第30話にオーディオコメンタリー、ノンテロップ3クール用ED収録 |

## 関連商品
エンスカイ
カードスリーブ
- 発売日：2015年9月4日
- マジカルチェンジルビー、ラブラ、ルナ、ラリマーとあいりの各65枚入、全5種類

ジグソーパズル
- 発売日：2015年12月25日
- 300ピースと108ラージ（300ピースサイズ）ピースの2種類

トムス・エンタテインメント
マジカルチェンジ　ルビー抱き枕カバー
- 発売日：2016年4月
- 両面描きおろしイラスト、2ウェイコット仕様
  - 2015年12月29日から31日まで開催されたコミックマーケットC89のトムス・エンタテインメント企業ブースにて先行販売を実施し、2016年4月以降同通信販売他にて販売開始した。